# 瑞士劳动党
瑞士劳动党 （德語：Partei der Arbeit der Schweiz），又称瑞士劳动党—工人和人民党（法語：Parti Suisse du Travail - Parti Ouvrier et Populaire），是瑞士的一个共产主义政党。
1944年10月14日，瑞士共产党与瑞士社会主义联合会合并为瑞士劳动党；同年10月，该党第一次代表大会在苏黎世举行，莱昂·尼科尔当选主席，卡尔·霍夫迈尔当选总书记。1945年10月6日—7日，瑞士劳动党第二次代表大会在日内瓦召开，此时该党有2万名党员。同年11月30日—12月1日；瑞士劳动党第三次代表大会在苏黎世召开。1956年苏共“二十大”和匈牙利事件后，该党的成员数有所下降。
2010年，该党参与创建替代左翼。